# ۸۴۰ (قمری)
۸۴۰ (قمری)، هشتصد و چهلمین سال در گاهشماری هجری قمری است. اول محرم این سال برابر با بیست و پنجم ژوئیه سال ۱۴۳۶ میلادی است.

## مناسبت‌ها
== زادگان
واعظ کاشفی